# Ermetus inopinabilis
Ermetus inopinabilis is een spinnensoort in de taxonomische indeling van de Spinneneters (Mimetidae).
Het dier behoort tot het geslacht Ermetus. De wetenschappelijke naam van de soort werd voor het eerst geldig gepubliceerd in 2008 door Ponomarev.